# Malu Dreyer
Maria Luise Anna Dreyer, dite Malu Dreyer, née le 6 février 1961 à Neustadt an der Weinstraße, est une femme politique allemande, membre du Parti social-démocrate d'Allemagne (SPD).
Juge de formation, elle est élue bourgmestre de Bad Kreuznach en 1995, puis nommée adjointe au bourgmestre de Mayence deux ans plus tard. En 2002, elle est choisie comme ministre du Travail du gouvernement régional de Rhénanie-Palatinat, et élue députée au Landtag en 2006.
Après que Kurt Beck l'a désignée en septembre 2012 pour lui succéder, elle est investie le 16 janvier 2013 ministre-présidente de Rhénanie-Palatinat par le Landtag. Elle assure son maintien au pouvoir en 2016 par la formation d'une « coalition en feu tricolore », renouvelée à la suite de l'élection du Landtag en 2021, jusqu'à sa démission le 10 juillet 2024 au profit d'Alexander Schweitzer, qui lui avait déjà succédé 11 ans plus tôt au poste de ministre des affaires sociales.

## Biographie

### Formation et débuts professionnels
Après avoir passé son Abitur, au gymnasium Käthe-Kollwitz de Neustadt an der Weinstraße, elle entreprend, en 1980, des études de philologie anglaise et de théologie à l'université Johannes Gutenberg de Mayence. Dès l'année suivante, elle se réoriente vers le droit, passant son premier diplôme d'État en 1987 et le second trois ans plus tard.
Au cours de son stage universitaire, elle travaille comme assistante de recherche au sein de son université. En 1991, elle devient juge stagiaire auprès du ministère public du Land, à Bad Kreuznach.

### Débuts politiques locaux
Élue bourgmestre de la Bad Kreuznach en 1995, elle démissionne deux ans plus tard, pour occuper les fonctions d'adjointe au bourgmestre de Mayence, chargée des Affaires sociales, de la Jeunesse et du Logement.

### Ministre de Rhénanie-Palatinat
Après la nomination de Florian Gerster au conseil d'administration de l'Agence fédérale du travail, elle est désignée, le 15 mars 2002, ministre régionale du Travail, des Affaires sociales, de la Famille et de la Santé du gouvernement de Rhénanie-Palatinat, dirigé par le social-démocrate Kurt Beck.
Aux élections régionales du 26 mars 2006, elle est élue députée au Landtag, dans la circonscription de Trèves, par 45,6 % des suffrages, soit dix points d'avance sur Christoph Böhr, président de l'Union chrétienne-démocrate d'Allemagne (CDU) du Land.
Reconduite au gouvernement, son titre est modifié en ministre du Travail, des Affaires sociales, de la Santé, de la Famille et des Femmes le 21 novembre suivant. Elle est réélue dans sa circonscription, avec 40,4 % des voix, lors des élections régionales du 27 mars 2011.
À la suite de la formation d'une coalition avec l'Alliance 90 / Les Verts, le SPD ayant perdu sa majorité absolue, elle perd ses compétences en matière de famille et de droits des femmes, devenant ministre du Travail, des Affaires sociales, de la Santé et de la Démographie.

### Ministre-présidente

#### Premier mandat

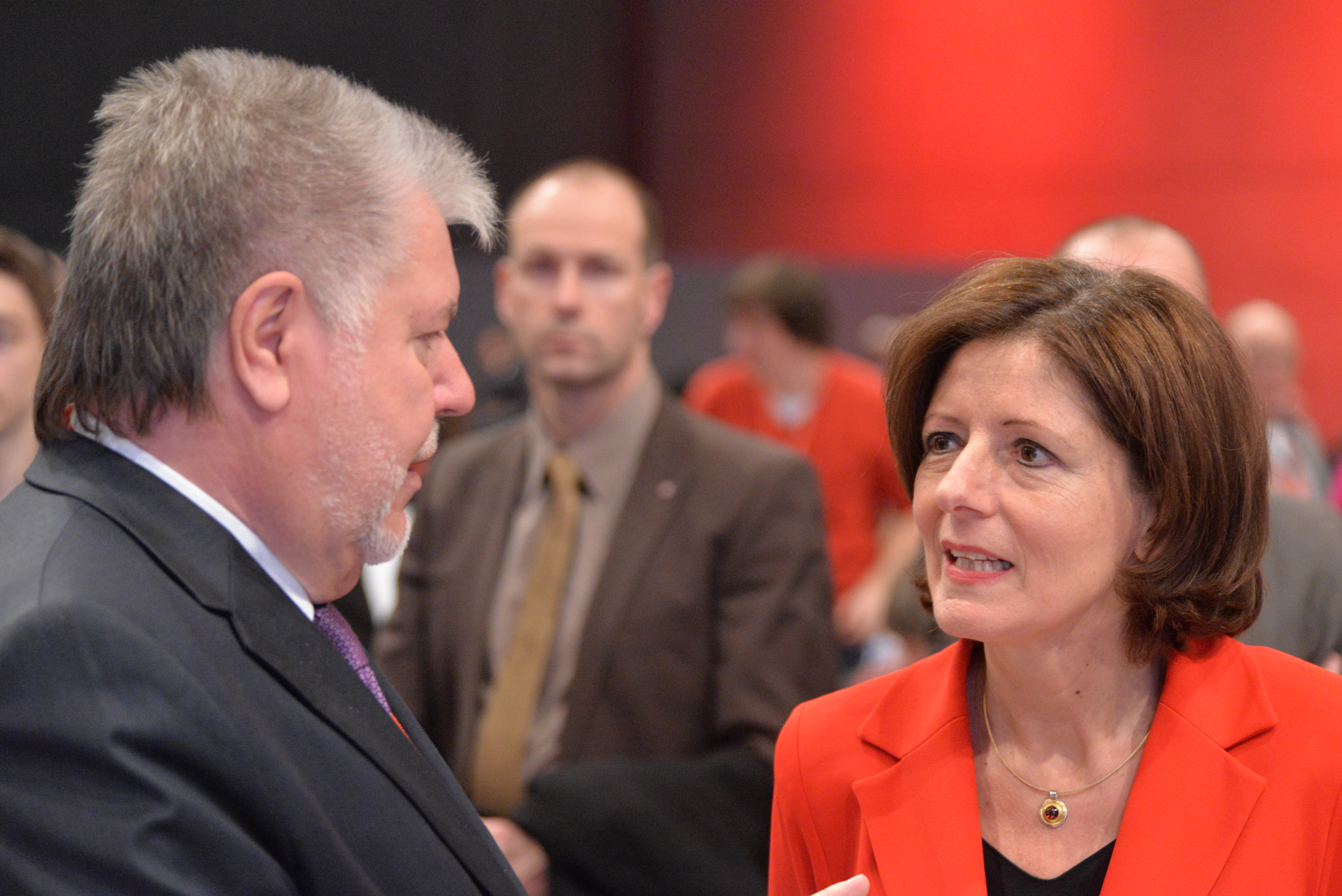
Malu Dreyer et Kurt Beck au du SPD en 2015.

Le 28 septembre 2012, Beck, au pouvoir depuis octobre 1994, annonce son retrait prochain de la vie politique. Il choisit alors Malu Dreyer pour lui succéder, à partir de janvier 2013. Ce choix est confirmé le 10 novembre, à l'occasion du congrès régional du SPD, qui se prononce dans ce sens à l'unanimité.
Lors de la séance du Landtag du 16 janvier 2013,elle est investie ministre-présidente de Rhénanie-Palatinat par 60 voix contre 40, tous les députés de la coalition SPD-Grünen ayant voté en sa faveur. Elle est alors la première femme à diriger la Rhénanie-Palatinat, la troisième social-démocrate et la cinquième allemande à prendre la tête d'un gouvernement régional.

#### Deuxième mandat

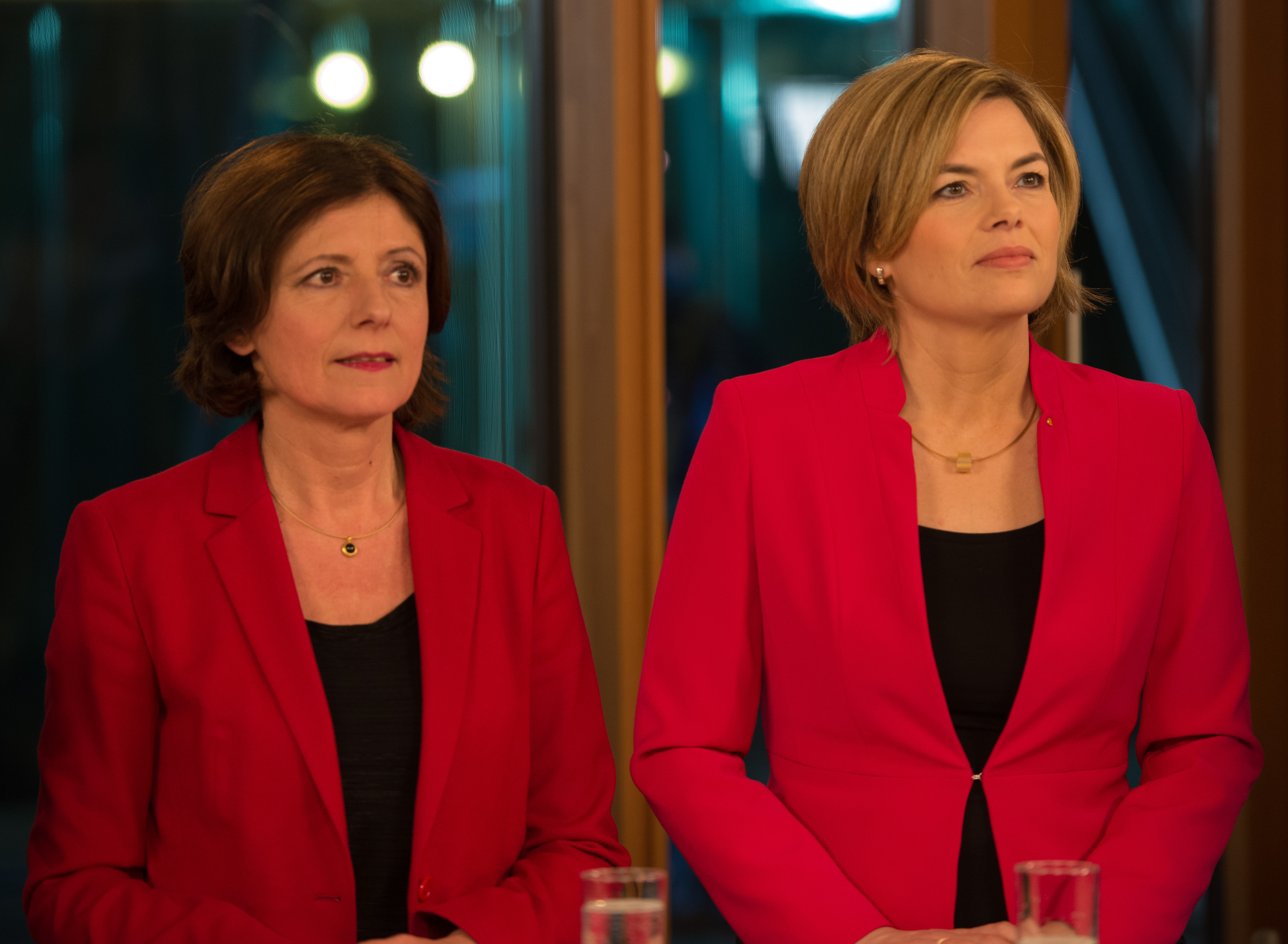
Malu Dreyer et la chef de file de la CDU Julia Klöckner le soir des élections de 2016.

Lors des élections régionales du 13 mars 2016, elle confirme le SPD comme première force politique du Land, comptant désormais 39 députés sur 101, contre 42 précédemment. Le 30 mars, le Parti libéral-démocrate (FDP) décide à l'unanimité d'entamer des négociations gouvernementales avec les sociaux-démocrates et les écologistes, ces derniers ne disposant plus ensemble de la majorité absolue. Un accord programmatique est trouvé entre eux le 21 avril, seuls restant à répartir les différents ministères. Le cabinet Dreyer II entre formellement en fonction le 18 mai.
Le 1er novembre suivant, elle prend pour un an la présidence tournante du Conseil fédéral.
Elle est élue vice-présidente fédérale du SPD lors du 38e congrès fédéral du parti, le 9 décembre 2017 à Berlin.

#### Troisième mandat
Les élections régionales de 2021 rendent le renouvellement de la coalition en feu tricolore possible, ce que Malu Dreyer appelle de ses vœux dès le soir des élections, "Je suis tout à fait confiante, j'ai toujours dit que le SPD aspirait à poursuivre le travail de la coalition". Se posant en modèle pour le niveau fédéral,, elle fait partie, après les élections fédérales de 2021, de l'équipe de négociation préliminaire pour former la première coalition à feu tricolore à la tête du pays. Son ancien ministre de l'Économie, Volker Wissing, et sa ministre de l'Environnement, Anne Spiegel, entreront dans le gouvernement Scholz à la suite de la signature du contrat de coalition entre SPD, Verts et FDP.
Le début de son troisième mandat est marqué par les graves inondations de l'été 2021. Le bilan de la catastrophe est considérable: dans la seule vallée de l'Ahr, 135 personnes perdent la vie, 9000 bâtiments sont détruits et de nombreuses infrastructures routières, dont des ponts, sont complètement emportés par le flot.Une autre personne meurt  dans la région de Trèves. En réaction, le Land débloque une aide d'urgence de 167,25 millions d'euros. L'État fédéral débloque quant à lui 15 milliards d'euros pour la reconstruction de la vallée. Malu Dreyer décrit à la fin de son mandat la catastrophe comme « césure » dans l'exercice de sa fonction de ministre-présidente.
À partir d'octobre, une commission d'enquête est mise en place par le Landtag. Les premières analyses font rapidement apparaître des manquements au niveau des secours, qui coûteront en octobre 2022 à Roger Lewentz son poste de ministre de l'Intérieur régional après plus de onze ans à ce poste. Son ancienne collègue au ministère de l'Environnement, Anne Spiegel, promue ministre fédérale de la Famille en décembre 2021, démissionne quelques mois plus tôt en avril 2022, à la suite des critiques émises à envers elle pour avoir pris quatre semaines de vacances seulement dix jours après la catastrophe. Le travail de la commission d'enquête se poursuit jusqu'à la fin du mandat de Dreyer, le 11 juillet 2024, date à laquelle la commission rend son rapport de 2 100 pages, au terme d'environ 300 heures de réunion, 226 auditions dont 23 experts. Sa présentation est prévue en septembre 2024 après la rentrée parlementaire. Le rapport pointe des dysfonctionnements notamment au niveau du système d'alarme, des plans d'intervention, ainsi que des manquements organisationnels au niveau administratif et des problèmes d'équipements des secours ou encore au niveau de la chaîne d'alarme.
Le mandat est ainsi marqué par la reconstruction de la région et la réorganisation des secours, pilotées par le ministère de l'Intérieur et le nouveau ministre Michael Ebling. Les bases d'un nouvel Office de la sécurité civile (Landesamt für Brand- und Katastrophenschutz), construit autour d'un centre de crise aménagé pour réunir les experts et le commandement en un lieu, sont jetées et approuvées par le Landtag le 11 juillet 2024.

#### Démission
Le 19 juin 2024, Dreyer annonce sa démission, effective le 10 juillet suivant, date à laquelle elle est remplacée par son ministre des Affaires sociales et du travail, Alexander Schweitzer. Elle justifie son retrait de la vie politique après onze années passées à la tête du gouvernement régional par la fatigue physique, qui ne lui permet plus d'assurer son mandat comme elle le souhaiterait. Les analystes soulignent également le moment pris pour prendre cette décision, deux ans avant les prochaines élections régionales de 2026, permettant à son successeur de se faire connaitre.

### Vie privée
Elle vit à Trèves et a épousé le 2 juillet 2004 le bourgmestre d'alors de la ville de Trèves, Klaus Jensen, veuf et père de trois enfants.
Le 4 octobre 2006, elle déclare, lors d'une conférence de presse, souffrir depuis quinze ans d'une forme insidieuse de sclérose en plaques.

## Distinctions et décorations
Croix de grand commandeur de l'ordre du Mérite(2023)